# Markaz al ‘Arīsh
Markaz al ‘Arīsh (arabiska: مركز العريش) är en region i Egypten.   Den ligger i guvernementet Sina ash-Shamaliyya, i den nordöstra delen av landet, 260 km öster om huvudstaden Kairo.